# 中華民國排球協會
中華民國排球協會（英語：Chinese Taipei Volleyball Association，縮寫：CTVBA）為推廣中華民國排球運動的主要組織，隸屬中華民國體育運動總會。
協會編譯國際排球規則，解釋比賽規則之疑義，兼理審定排球場地設備及器材用品。設有一位理事長、五位副理事、一顧問團，以及各縣市排球委員會。
協會負責各級中華台北男子排球代表隊與中華台北女子排球代表隊參加國際排球總會以及亞洲排球聯合會等國際排球比賽。
中華民國排球協會前身為中華全國排球委員會，成立於1954年12月28日。於1973年3月31日改組，更名為「中華民國排球協會」。

## 主要官员

### 歷任會長
| 任次                       | 姓名                       | 就任日期                   | 離任日期                   | 備註                       |
| 中華全國排球委員會主任委員 | 中華全國排球委員會主任委員 | 中華全國排球委員會主任委員 | 中華全國排球委員會主任委員 | 中華全國排球委員會主任委員 |
| -------------------------- | -------------------------- | -------------------------- | -------------------------- | -------------------------- |
| 1                          | 曹廷贊                     | 1954年12月28日             | 1958年10月2日              |                            |
| 2                          | 黃仁霖                     | 1958年10月2日              | 1966年6月24日              |                            |
| 3                          | 劉闊才                     | 1966年6月24日              | 1973年3月31日              |                            |
| 中華民國排球協會理事長     |                            |                            |                            |                            |
| 1                          | 許金德                     | 1973年3月31日              | 1977年4月30日              |                            |
| 2                          | 許金德                     | 1977年4月30日              | 1982年9月18日              |                            |
| 3                          | 許金德                     | 1982年9月18日              | 1982年12月                 |                            |
| 代理                       | 曾聯嶽                     | 1982年12月                 | 1985年6月28日              | 理事長請辭，由副理事長代理 |
| 4                          | 曾聯嶽                     | 1985年6月28日              | 1989年6月28日              |                            |
| 5                          | 林昭文                     | 1989年6月28日              | 1993年7月4日               |                            |
| 6                          | 林昭文                     | 1993年7月4日               | 1997年6月14日              |                            |
| 7                          | 王建昌                     | 1997年6月14日              | 2001年3月24日              |                            |
| 8                          | 王建昌                     | 2001年3月24日              | 2005年3月24日              |                            |
| 9                          | 王朝慶                     | 2005年3月24日              | 2009年6月                  |                            |
| 10                         | 許育瑞                     | 2009年6月                  | 2013年4月13日              |                            |
| 11                         | 王貴賢                     | 2013年4月13日              | 2017年3月25日              |                            |
| 12                         | 王貴賢                     | 2017年3月25日              | 2022年4月30日              |                            |
| 13                         | 龔建榮                     | 2022年4月30日              |                            |                            |

## 爭議事件
2016年11月7號，台灣男排靈魂人物「光頭神舉」黃培閎於個人臉書發文聲明退出男排國家隊，並已打包離開國訓中心。他說：唯有離開國家隊站出來發聲，才能讓外界知道排協體制僵化與不尊重專業等問題。這是繼射擊選手林怡君以來，第二位選擇退出國家隊以換取體制改革的國手。台灣男排穿著過短的球衣，一舉手下襬就可能觸網送分，而對手身高兩百多公分、舉手仍衣服緊貼，差異甚大。

## 知名賽事
- 企業排球聯賽

## 合作媒體
- DAZN
- HOP SPORTS

## 外部連結
- 中華民國排球協會官方網站 （页面存档备份，存于）
- 中華民國排球協會的Facebook專頁
- 中華民國排球協會的Instagram帳戶